# Ussita
Ussita est une commune de la province de Macerata, dans les Marches, en Italie.

## Administration
| Période                                  | Période  | Identité      | Étiquette    | Qualité |
| ---------------------------------------- | -------- | ------------- | ------------ | ------- |
| 28 juin 2004                             | En cours | Sergio Morosi | Lista Civica |         |
| Les données manquantes sont à compléter. |          |               |              |         |

### Hameaux
Fluminata, Pieve, Sasso, Vallazza, Capovallazza, Tempori, Vallestretta, Calcara, S. Eusebio, Castel Fantellino, Sorbo, Cuore di Sorbo, Frontignano, Sammerlano, Casali, San Placido, Pian dell'Arco.

### Communes limitrophes
Acquacanina, Bolognola, Castelsantangelo sul Nera, Montefortino, Pieve Torina, Visso.

### Évolution démographique
Habitants recensés

## Personnalités liées à la commune
- Pietro Gasparri (né à Capovallazza di Ussita le 5 mai 1852 – mort à Rome le 18 novembre 1934), cardinal et archevêque catholique, diplomate et cardinal secrétaire d'État du Saint-Siège.
- Enrico Gasparri (né à Ussita, 1871-1946), neveu du précédent, cardinal et nonce apostolique en Colombie (en) et au Brésil (en).